# Coelogyne malipoensis
Coelogyne malipoensis là một loài thực vật có hoa trong họ Lan. Loài này được Z.H.Tsi mô tả khoa học đầu tiên năm 1995.